# Толстовка (рубашка)

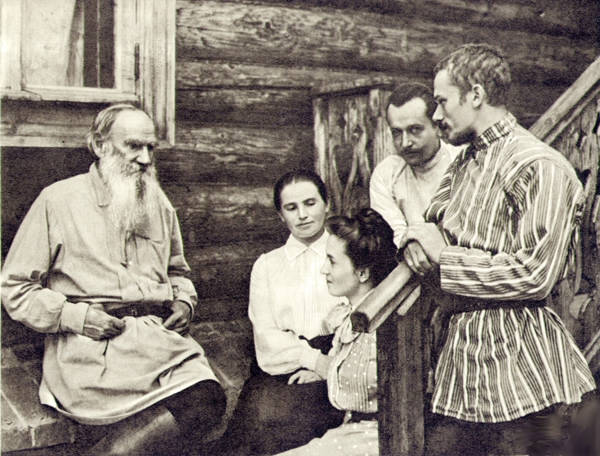
Лев Толстой в серой толстовке с карманами

Толстовка — русская просторная, длинная (опускающаяся на бёдра) мужская рубашка (блуза) из разнообразных гладкокрашеных одноцветных тканей, носившаяся навыпуск, нередко с поясом. Толстовка отличалась густыми сборками, иногда имела кокетку, стоячий воротник и застёжки на пуговицах, нагрудный и боковой карманы. Этот вид одежды, похожий на военную гимнастёрку, устойчиво ассоциировался с растиражированным на фотографиях образом Льва Толстого в старости, получив распространение среди его поклонников и последователей, хотя само слово вошло в русский язык не ранее второй половины 1910-х годов и в годы жизни Л. Н. Толстого не фиксировалось. Толстовки перестали носить в 1930-е гг. Позднее толстовками стали называть нательные мужские фуфайки из плотной ткани.